# Blackhawk-Camino Tassajara (Kalifornija)
Blackhawk-Camino Tassajara je naseljeno područje za statističke svrhe u američkoj saveznoj državi Kalifornija. Prema popisu stanovništva iz 2010. u njemu je živjelo. stanovnika.